# Scorpaenodes immaculatus
Scorpaenodes immaculatus là một loài cá biển thuộc chi Scorpaenodes trong họ Cá mù làn. Loài này được mô tả lần đầu tiên vào năm 1990.

## Từ nguyên
Tính từ định danh immaculatus trong tiếng Latinh có nghĩa là “không có đốm”, hàm ý đề cập đến cơ thể và các vây của loài cá này thiếu các vệt đốm lớn như những loài Scorpaenodes khác.

## Phân bố và môi trường sống
S. immaculatus hiện chỉ được biết đến ở bãi cạn Walters, nằm xa về phía nam của đảo Madagascar. Mẫu vật duy nhất của loài này được thu thập ở độ sâu khoảng 40–49 m.

## Mô tả
Chiều dài cơ thể lớn nhất được ghi nhận ở S. immaculatus là 9 cm. Loài này màu đỏ hoàn toàn, nhiều chấm đỏ nhỏ trên các tia vây.
Số gai vây lưng: 14; Số tia vây lưng: 10; Số gai vây hậu môn: 3; Số tia vây hậu môn: 5; Số gai vây bụng: 1; Số tia vây bụng: 5; Số tia vây ngực: 19.